# Nhandeara (kommun)
Nhandeara är en kommun i Brasilien.   Den ligger i delstaten São Paulo, i den södra delen av landet, 600 km söder om huvudstaden Brasília. Antalet invånare är 10 725.
Följande samhällen finns i Nhandeara:
- Nhandeara

Omgivningarna runt Nhandeara är en mosaik av jordbruksmark och naturlig växtlighet. Runt Nhandeara är det ganska glesbefolkat, med 22 invånare per kvadratkilometer.